# Walter Cronkite
Walter Leland Cronkite Jr., né le 4 novembre 1916 à Saint-Joseph dans le Missouri et mort le 17 juillet 2009 à New York, est un journaliste américain, connu pour avoir présenté le journal télévisé américain CBS Evening News sur CBS News entre 1962 et 1981.
Il fut notamment considéré comme le journaliste le plus sérieux et le plus représentatif de l'opinion américaine, ce qui a longtemps expliqué sa grande influence auprès des personnalités politiques et les autres personnalités liées à l'actualité.

## Vie privée
Cronkite est né dans une famille d'origine néerlandaise : son ancêtre Herck Siboutsen Krankheyt avait émigré en Amérique. Il se marie le 30 mars 1940 avec Betsy Maxwell Cronkite, qui meurt le 16 mars 2005. Ils ont trois enfants : Nancy Cronkite, Kathy Cronkite et Walter Cronkite III, marié à l'actrice Deborah Rush et quatre petits-enfants.
Il décède le 17 juillet 2009 dans son appartement de New York à l'âge de 92 ans. Le lendemain de son décès, la plupart des journaux télévisés américain consacrent des pages spéciales dédiées à Walter Cronkite. Souvent considéré comme l'un de ses successeurs, Brian Williams consacre tout son journal sur NBC à celui qui est l'un de ses modèles.
La famille de Cronkite a une forte longévité ; sa mère meurt en 1993 à l'âge de 101 ans alors que Cronkite a 77 ans.

## Moments historiques
Avant de devenir célèbre, Walter Cronkite a fait partie des quelque 200 journalistes invités à assister au procès de Nuremberg.

### L'assassinat de John Fitzgerald Kennedy

#### Résumé
Cronkite est principalement connu par les Américains pour avoir présenté le flash d’informations annonçant l'attentat sur le président J. F. Kennedy le 22 novembre 1963. Ce bulletin est simplement une annonce audio, car CBS n'a pas de caméra prête dans la salle. Le premier bulletin de Cronkite intervient à 13 h 40 (heure de la côte est).
Quand la caméra est enfin prête, approximativement vingt minutes plus tard, Cronkite apparaît à l'antenne portant une chemise et une cravate mais sans sa veste, résumant la situation. Les trente-cinq minutes qui suivent alternent entre Cronkite et le reporter à Dallas, Eddie Barker. Pendant cette période, plusieurs nouvelles arrivent affirmant la mort du président mais sans être confirmées. Ce n'est qu'à 14 h 38 que, retirant ses lunettes et regardant les téléspectateurs d'un air grave, il dit :
« De Dallas, au Texas, la nouvelle apparemment officielle : Le président Kennedy est mort à 13 heures (CST), 14 heures, heure de la côte est, il y a approximativement 38 minutes. »
Après avoir annoncé cette nouvelle, Cronkite s'interrompt brièvement et tout le monde peut remarquer une vive émotion dans sa voix lorsqu'il débute la phrase suivante du bulletin :
« Le vice-président Johnson a quitté l'hôpital à Dallas, mais l'on ne sait pas pour quelle destination. On peut penser qu'il va assumer sa charge prochainement et devenir le 36e président des États-Unis. »

#### Le premier bulletin de 13 heures 40
« Voici un bulletin de CBS News. À Dallas, Texas, trois coups de feu ont été tirés vers le cortège du président Kennedy dans le centre-ville. Les premiers rapports disent que le président Kennedy a été sérieusement blessé par ces tirs. […] D'autres détails arrivent à l'instant. Ceux-ci sont à peu près les mêmes que précédemment. Le président Kennedy a été touché aujourd'hui au moment où son cortège quittait le centre de Dallas. Madame Kennedy a sursauté, elle a saisi Monsieur Kennedy, elle a crié « oh non ! » et le cortège a accéléré. United Press dit que les blessures du président Kennedy sont peut-être mortelles. Je répète ce bulletin de CBS News : le président Kennedy a été abattu par un assassin potentiel à Dallas au Texas. Restez à l'écoute de CBS News pour d'autres détails. »

### Laguerre du Viêt Nam
Selon l'éditorial de Cronkite durant l'offensive du Tet, la guerre du Viêt Nam n'était pas gagnable. Le président Lyndon Johnson aurait même dit à la suite de cet éditorial : « Si j'ai perdu Cronkite, j'ai perdu l'Amérique », autrement dit, si Cronkite ne le suit pas, l'Amérique ne suivra pas non plus. Cet épisode démontrera que l'influence de Cronkite sur la classe politique américaine était très forte.

### Apollo 11
On se souvient aussi de Cronkite pour sa couverture du programme spatial des États-Unis et du moment où, enthousiaste, il sourit à la caméra le 20 juillet 1969 lorsqu'Apollo 11 se pose sur la Lune.

### Le scandale du Watergate
On dit souvent que Cronkite n'a apporté aucun élément neuf à propos du scandale du Watergate. Néanmoins, par sa crédibilité et son statut, ainsi que par ses reportages de grande envergure, il fut l'élément final qui détermina le président Nixon à démissionner le 9 août 1974 : il annonça même la démission du président des États-Unis, la nuit précédente.

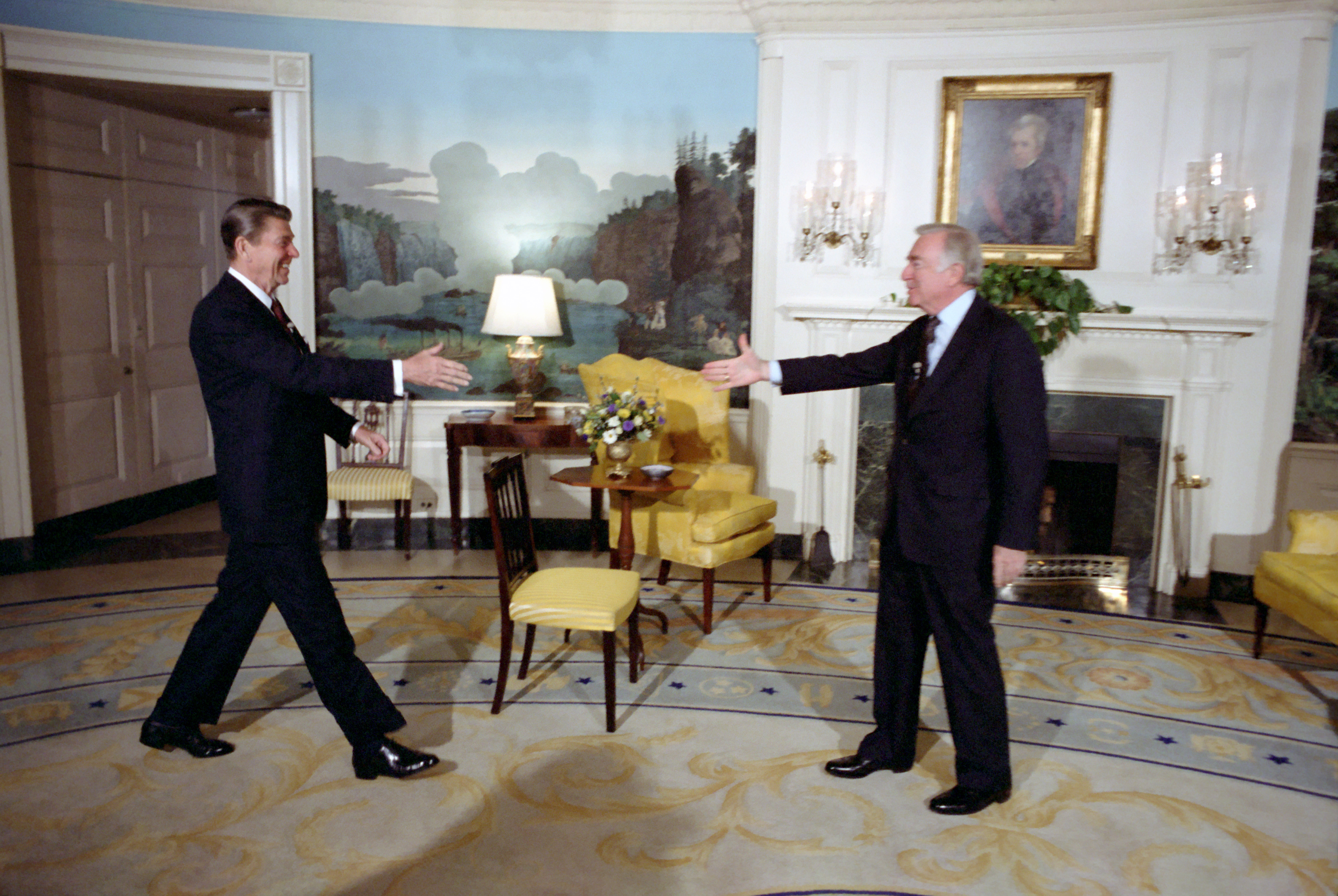
Le président américain Ronald Reagan et Walter Cronkite, lors d'un entretien télévisé en direct de la Maison-Blanche, en 1983.

### La mort de Lyndon Johnson
Lorsque l'ancien président Johnson mourut le 22 janvier 1973, Cronkite était en studio. Pendant que l'on diffusait un reportage qui annonçait le succès imminent des discussions sur la signature de la paix au Viêt Nam, le secrétariat de Lyndon Johnson téléphona à Cronkite pour lui annoncer la mort de Johnson. Ils étaient encore en train de parler lorsque le reportage prit fin. Cronkite reprit l'antenne et annonça la mort de l'ancien président. Les 10 dernières minutes de l'émission furent consacrées à une rétrospective de la vie de Johnson.

## À la télévision
Il présenta de 1962 à 1981 CBS Evening News, le journal télévisé de CBS et l'émission Great Performances de 1988 à 2009.
Le 9 avril 2000, il présente le téléfilm de Stephen Frears Point limite, qui est diffusé en direct sur CBS.

## Au cinéma
- 2007 : Do Not Go Gently de Melissa Godoy : le narrateur (voix)

## Distinctions
- Docteur honoris causa de l'université Waseda (Japon)[6].